# Pianeta ghiacciato

OGLE-2005-BLG-390Lb, date le sue dimensioni e la sua distanza dalla stella, è un esempio di pianeta ghiacciato.

Un pianeta ghiacciato è un tipo di pianeta la cui superficie è perennemente congelata, ovvero in cui la criosfera è globale. Questi pianeti sono paragonabili a versioni più grandi di alcune delle lune del sistema solare, come Europa, Encelado, e Tritone, o come alcuni dei pianeti nani, tra cui Plutone ed Eris, oltre a molti altri corpi ghiacciati del nostro sistema solare.

## Caratteristiche e abitabilità
I pianeti di ghiaccio appaiono solitamente quasi bianchi con albedo superiori a 0,9. La superficie di un pianeta ghiacciato può essere composta da acqua, metano, ammoniaca, anidride carbonica, monossido di carbonio ed altre sostanze volatili, a seconda della sua temperatura superficiale. Le temperature superficiali sono previste inferiori a 260 K se la superficie è composta principalmente da acqua, al di sotto di 180 K se principalmente composta di CO2 e ammoniaca, e al di sotto di 80 K se composta principalmente da metano.
I pianeti ghiacciati non sono in generale adatti alla vita come noi la conosciamo perché sono molto freddi, almeno in superficie. Alcuni pianeti di questo tipo potrebbero tuttavia avere oceani nel sottosuolo, riscaldati dai nuclei interni o da effetti di marea di altri corpi vicini, in particolare giganti gassosi. Le acque sotterranee liquide potrebbero fornire condizioni abitabili per la vita di pesci, plancton e microrganismi, tuttavia, piante e microrganismi di questi strati non potrebbero effettuare la fotosintesi poiché la luce solare sarebbe bloccata dal ghiaccio sovrastante. Potrebbero però produrre sostanze nutrienti utilizzando un processo chiamato chemiosintesi batterica.

## Pianeti extrasolari
Nonostante la presenza di diversi corpi ghiacciati all'interno del sistema solare, non c'è un vero e proprio pianeta ghiacciato, in quanto Plutone ed altri sono considerati pianeti nani. Diversi sono i pianeti extrasolari ghiacciati, così come altri candidati, tra i quali ad esempio OGLE-2005-BLG-390Lb, Gliese 667 Cd e MOA-2007-BLG-192Lb.

## Nelle opere di fantasia
Numerosi sono i pianeti ghiacciati utilizzati come ambientazione nelle opere di fantascienza, tra i quali Hoth, pianeta immaginario nel film Guerre stellari - L'Impero colpisce ancora, che ospita una delle scene più importanti della pellicola.
L'episodio doppio Zero, il pianeta dei ghiacci eterni della serie televisiva Galactica è ambientato su un pianeta ghiacciato.
Nell'universo di Star Trek compaiono non di rado mondi ghiacciati, anche se nel caso di alcuni tra i più noti, come l'asteroide Rura Penthe, che appare nel film Rotta verso l'ignoto, e Andoria, luna "quasi" perennemente ghiacciata di un gigante gassoso, non si tratta di veri e propri pianeti ma di planetoidi.
Un film che doveva essere un pilota di una serie TV del 2002, Ice Planet, è ambientato su uno sconosciuto pianeta ghiacciato dove alcuni terrestri sono giunti tramite un varco spaziotemporale, in fuga da alieni che avevano attaccato la Terra.